# Deltocephalus castoreus
Deltocephalus castoreus är en insektsart som beskrevs av Ball 1899. Deltocephalus castoreus ingår i släktet Deltocephalus och familjen dvärgstritar. Inga underarter finns listade i Catalogue of Life.